# Малый Дихтинец
Малый Дихтинец (укр. Малий Дихтинець) — село в Путильской поселковой общине Вижницкого района Черновицкой области Украины.
До 2020 года входило в Путильский район
Население по переписи 2001 года составляло 330 человек. Почтовый индекс — 59115. Телефонный код — 3738. Код КОАТУУ — 7323580504.